# Нюкта (вилла)
Вилла «Нюкта» — вилла начала XX века в стиле неоклассицизм,  в посёлке Симеиз в Крыму, расположенный по адресу ул. Советская, 43 а, памятник градостроительства и архитектуры регионального значения.

## История

### Закладка и расцвет виллы
Симеизские пейзажи запали в душу Василию Кузьменко ещё с детства, когда он с родителями проводил летний отдых на берегу моря. Уже будучи степенным мужем и царским чиновником, он не раз посещал эти места, а когда судьба забросила его в Крым, работать в Симферополе, то он решил связать последние годы жизни в Симеизе. Работая на железной дороге, он сошёлся с Иваном Мальцевым (который занимался прокладкой железнодорожного пути через Симеиз) и поддался на его предложение стать частичкой Нового Симеиза. Инженер-железнодорожник Кузьменко был в числе первых покупателей земельных паёв от Мальцевых. Участок № 5, общей площадью 319 квадратных саженей, был приобретена в 1904 году, а через несколько лет там уже вырос большой дом с колоннами и ротондами в стиле неоклассицизма. Уже через год семья Василия Кузьменко въехала в свой дом, который назвали «Диво», сюда же приходили их родственники, знакомые.
Василий Михайлович, которого хорошо знали в Симеизе, имел хорошие отношения с Мальцевыми и соседями по участкам, поэтому, вскоре, он подыскал себе новое место, с хорошим видом и ландшафтом. И уже в 1910 году он сумел купить её и начал новое строительство. В то же время Симеиз становился все популярнее, сюда съезжалась и знать и интеллигенция, и больные и отдыхающие. Местные владельцы пользовались возникшей ситуацией в стране, виллы Симеиза были заполнены, земля подорожала в несколько раз, налаживалась инфраструктура и развивались города, в город потянулись известные в стране богачи, которые считали эти виллы удачным вложением капитала, одним из них был владелец имения Карповка (недалеко от Симеиза) — Карпов, который и выкупил у Кузьменкова их первую виллу. Получив дополнительные свободные средства для развития своей новой виллы, Василий Кузьменко пригласил Якова Семенова и, усовершенствовав свой предыдущие проекты, за несколько лет построил «Нюкту» — вторую свою дачу на берегу Чёрного моря. Двухэтажное здание на 12 комнат в неоклассическом стиле словно приросла к скале, что была на заднем плане и встречала всех путешествующих на западной окраине Нового Симеиза.
Привлекательности виллам добавляли уют городка, колоритная бухта, горный ландшафт и приязнь их владельцев:

"Почти все дачи Нового Симеиза с тёплыми солнечными комнатами и балконами с прекрасным видом на море, горы и скалы. Стол, разнообразный по качеству, от поварского до домашнего, можно иметь за 9 — 10 рублей блюдо на месяц. На некоторых дачах есть хорошие, пользуются заслуженной популярностью, пансионы. Пансион - завтрак из 2-х блюд, обед из 3-х блюд 45 рублей в месяц; полный пансион: 55 -60 рублей в месяц. Между Алупкой и Новым Симеизом (через Старый Симеиз) курсирует по 2 — 3 раза в день постоянный мальпост по 25 копеек за место. Кроме того, небольшие пароходы поддерживают сообщение между Симеизом, Алупкой и Ялтой по 2 — 3 раза в день. Всегда можно достать автомобиль, экипажей, верховых лошадей и лодки. Обустроенные морские и пресные ванны. Есть библиотека, аптека, постоянный врач. В Новом Симеизе с успехом применяется кроме климатического лечения воздухом, озонированным обильными зарослями диких многолетних кипарисов и можжевельников, - лечение морскими ваннами и купанием, солнечными ваннами, массажем, виноградом и (зимой) стерилизованным виноградным соком. Преимущество Нового Симеиза — отсутствие всей той суеты, толкотни и шума, которые делают невыносимыми немало курортных мест. Он скромно отодвинулся в сторону от суетливой полосы, чтобы дать своим приезжим тишину, покой, отдых без разгула ресторанного жизни, без грубости городской черни, без тщеславия и жеманства так называемых модных курортов"
Это были времена расцвета курорта Новый Симеиз, которые пришлись на времена Первой мировой войны. Большое количество раненых и травмированных российских офицеров были направлены в Крым, чтобы поправить их здоровье, и владельцы с радостью отдавали свои здания под пансионы для военных (кто с патриотическими мотивами, а кто и из финансовых соображений). Из-за военных действий, охвативших всю Европу, российские вельможи не имели возможности ездить на отдых в Италию, Францию, на Балканы, поэтому Крым стал для них едва ли не единственным безопасным местом. Однако все планы владельцев вилл перечеркнули революционные времена и гражданская война в России.

### Советские времена
16 декабря 1920 года приказом председателя Революционного комитета Крыма были изъяты «из частного владения как разных ведомств, так и частных лиц все имения Южного берега Крыма в районе от Судака до Севастополя включительно» и передавались в ведение специально созданного Управления Южсовхоза. Вероятно, особый статус железнодорожника-специалиста, который помогал налаживать железнодорожный транспорт в молодой Стране Советов, посодействовал семье Кузьменковых в их намерении оставаться в доме. Во времена НЭПа у крымских владельцев вилл и усадеб имущество изъяли и предложили его уже снимать (мотивируя тем, что в Стране Советов частного нет ничего, а все общественное). Пришлось владельцам крымского имущества согласиться и на такие условия, обустраивая свои виллы под уже советские пансионаты и санатории, вероятно, Кузьменко также согласились на такое сотрудничество с властью, поскольку они и дальше жили в своей вилле, правда не во всех помещениях. Усиление большевистской власти (конец 30-х годов XX века) закончилось окончательным отбором собственности, тогда же теряются следы семьи Кузьменко в Симеизе, а большевики передали «Нюкту» в состав комплекса противотуберкулёзного пансионата «Селям».  Во время Великой Отечественной войны вилла не пострадала.
После войны советская власть возобновила в городке Симеиз курорт и передала виллы пансионата «Селям» под санаторий «Юность», где оздоравливали и лечили детей от туберкулёза. В «Нюкту», которая находилась на окраине курорта, поселили персонал санатория, большинство помещений внутри были перепланированы под коммунальное жильё, даже цокольный этаж. Популярность курорту принесло эффективное лечение детей, как следствие санаторий назвали «имени В. Ленина» и считали вторым «Артеком».

### Современность
После распада СССР санаторий «Юность» передан на баланс министерства охраны здоровья Украины. Поэтому в доме виллы «Нюкта», который находится на западной окраине городка Симеиз, по адресу: ул. Советская 43, остались проживать его предыдущие жильцы (в большей части работники санатория). Решением КО от 20 февраля 1990 года вилла «Дива» занесена в список архитектурных памятников местного значения
К сожалению, памятник истории и архитектуры не был оценён управляющими лечебницы, которые возлагали надежды, что поселенцы будут самостоятельно совершать капитальные ремонты здания. Когда же появилась возможность незаконно приватизировать государственную собственность, часть из них этим воспользовалась.
После аннексии Крыма Российской Федерацией природоохранные законы остались в силе. В апреле 2021 года в министерство культуры Республики Крым поступило заявление, предлагающее включить в единый государственный реестр объектов культурного наследия «садово-парковую зону с группой исторических вилл, входивших до недавнего времени в санаторий „Юность“ как единый усадебно-парковый ансамбль исторической улицы Николаевской», в том числе и дачу Нюкта.

## Владельцы усадьбы
За всю свою историю вилла «Нюкта» находилась в частной и государственной собственности:
- Кузьменко Василий Михайлович (1880—1964) — российский инженер-железнодорожник[14], исследователь Крыма. Руководил Московско-Киевско-Воронежской железной дорогой, но за поддержку забастовщиков в 1905 году был разжалован и отправлен в отставку. После отставки отправился в Крым, где ещё несколько лет проработал на железной дороге в Симферополе, а затем переселился в Симеиз. Построив одним из первых собственную виллу, был зачинателем и вдохновителем дальнейшего развития курорта Симеиз. Популяризировал Крым, в частности Симеиз, издав две книги-путеводители «Новый Симеиз и его окрестности на Южном Берегу» (1913) и «Очерки Южного берега и горной части Крыма» (1915). . Поскольку Кузьменко выходец из крестьянской семьи и специалист-железнодорожник, большевики не сразу лишились его, подтверждением тому является пребывание его семьи на вилле «Нюкта» (хотя и неизвестно в каких условиях). Очевидно, Василий Кузьменко налаживал железнодорожный транспорт в СССР;
- Симеизский поселковый совет — во времена Советского союза вилла была национализирована, но сразу не отобрана у её владельцев, так как они помогали в восстановлении железнодорожной индустрии молодой Страны Советов. Семья Кузьменковых прожила на вилле до 40-х годов, точных данных в чьей собственности находилась вилла тогда неизвестно, но собственностью Кузьменковых уже не была[15];
- Санаторий «Юность» — управлял виллой после Великой Отечественной войны — бывшая вилла стала одним из корпусов противотуберкулёзного заведения Министерство здравоохранения Украины. Помещения переданы под жилой фонд для работников санатория.

## Описание здания
Архитектурный ансамбль виллы (в стиле неоклассицизма) создал Василий Михайлович Кузьменко. Очевидно, что главная идея здания была перенесена из предыдущей виллы Кузьменков, только на этот раз автор усовершенствовал фасадную часть, принеся немало накладных декоративных элементов. Кроме того, в этот раз он учёл ландшафт, спроектировав многоуровневую цокольную площадку, чем достиг эффекта слияния конструкции со скалой (в которую упиралась вилла). Строить виллу начали сразу, но годы и здоровье Василия Кузьменко были уже не те, поэтому всеми строительными процессами управлял Яков Семенов, известный застройщик Нового Симеиза.
Земельный участок находился у подножия скалы и по замыслу проектанта, часть участка выровняли, а остальным ландшафтных неровностей воспользовались, таким образом добились визуального эффекта — многоступенчатости конструкции и дополнительно укрепили цокольную часть, которая в новом доме Кузьменко имела высоту до 2 метров и стала нулевым этажом. На цоколи возводились стены из груботесаного камня и по форме, предстала прямоугольное здание с большими прямоугольными окнами. В отличие от «Девы», в «Нюкті» вход был по центру между колоннами и обрамлённый высокими фасадными ступеням, которые вели в парадную зал. Внутри здания было 12 просторных комнат, часть из которых казалась владельцами под пансион.
Стиль неоклассицизма достигался сочетанием элементов античности и раннего классицизм: античные — колонны, ротонды, портики удачно сочетались с высоким фасадом и горизонтальным слойки, созданным перепадами высот по фасаду и вкраплением открытых террас. Внутри, на территории виллы высажены редкие декоративные саженцы деревьев и кустов, которые сформировали внутренний парковый двор, плавно переходя в ландшафт и флору скалы. И наиболее примечательным признаком дачи Кузьменков стала скульптура римской богини ночи Нюкты, которая «пристроилась» на карнизе второго этажа слева от центрального входа. Держа в руках факел, Нюкта словно освещала все вокруг и стала главным признаком имении Кузьменков, которое в народе так и назвали — вилла «Нюкта».
К сожалению, через сотню лет здание претерпело определённые изменения. Сначала советские чиновники перепланировали внутри помещения, ведь дачу использовали как жилую, многоквартирную постройку. Потом, ради увеличения жилой площади, замуровали открытые террасы с колоннами. После распада СССР некоторые из жильцов незаконно произвели акты на частную собственность и начали изменять фасад и дворик здания: пристроив жестяные каморки, кирпичные не штукатуренные жилые комнаты на первом этаже, навесные псевдобалконы и разбили дополнительные входы в виллу.